# Las tres orillas
Las tres orillas es una novela dramática de la escritora colombiana Fennys Tovar lanzado el 15 de abril del año 2015. Es la ópera prima de la escritora y por la cual obtendría el reconocimiento nacional e internacional. Gracias a esta obra ha recorrido el país dictando una conferencia sobre Conflicto Armado titulada "Perdón y Reconciliación". Fue editada por el editor colombiano Eleazar Plaza. 
Su narración es en primera persona y está inspirada en hechos reales, donde solo los nombres de los personajes se cambiaron por la seguridad de las personas implicadas en la historia. Solo algunas situaciones fueron cambiadas para darle más dinamismo a la narración.

## Argumento
Julia es una mujer desempleada que debido a la difícil situación económica acepta un empleo como cocinera en una finca sin saber que aquella era más una base paramilitar. Allí conoce a Lulú, una combatiente con la que inicia una estrecha amistad y quien comienza a contarle su trágica historia. En su cruda narración Lulú va revelando la realidad de la guerra. Relatando como terminó en las filas de la guerrilla, luego en las filas los Paramilitares y como desde allí vio lo sanguinarios que son estos dos bandos, pero al mismo tiempo cuenta las injusticias que desde su perspectiva vio en el estado. Un país donde no hay héroes en los tres bandos y sitiado por 'las tres orillas'.

## Reseña del libro
La siguiente es la reseña que escribió el editor colombiano Eleazar Plaza sobre la novela y la cual aparece en la contraportada del libro:

Desde los años setenta se viene hablando en Colombia de la novela de la violencia. Lectores y críticos esperaban la gran novela y esta nunca llegó. En cambio, historias violentas se escriben por centenares, algunas de ellas llevadas a la televisión y el cine.

Para empeorar las cosas tenemos Las Tres Orillas de Fennys Tovar, a la que hemos llamado novela del postconflicto. El rótulo no es producto de la arbitrariedad y la manía clasificatoria, como puede pensarse, y sobre ello hablaremos en las pagínas de internet. 
Por ahora digamos que Las Tres Orillas es una novela que habla sobre combatientes signados para matar o morir, sin que puedan desprenderse de esta fatalidad por más que quieran. Lulú, el personaje principal de la novela, cuenta a Julia su historia de sufrimiento, humillación y oprobio siendo niña, hasta que ingresa ilusionada a la cuadrilla de Gancho, jefe guerrillero, y luego es reclutada a la fuerza por el grupo de la Mona, jefa paramilitar.
Un rasgo común en los combatientes de uno y otro bando es que todos ellos viven la misma suerte, son juguetes de la violencia, son marionetas del teatro de la guerra y no hay nada ni nadie que los salve de esta maldición.

La autora parece trasladas  los personajes de la vida al papel, pues no se ve el esfuerzo por inventar, por el artificio retórico y el lugar común de la conciencia reformadora de la moral, todo lo contrario, la historia sale con la crudeza espantosa de la cotidianidad colombiana y los personajes con sus rasgos siniestros y salvajes.

## Personajes
| Nombre del personaje | Rol dentro de la novela                                                          |
| -------------------- | -------------------------------------------------------------------------------- |
| Lulú                 | Protagonista de la novela y quien le cuenta a Julia su desgarradora historia     |
| Julia                | Es la que narra la historia.                                                     |
| Leandro              | El primer amor de Lulú y quien va cobrando importancia conforme avanza el relato |
| Gancho               | Jefe de la guerrilla                                                             |
| La Mona              | Jefe Paramilitar                                                                 |
| Carlos               | Combatiente paramilitar y amigo de Lulú                                          |
| La Flaca             | Nueva esposa de Leandro                                                          |

## Recepción
Las tres orillas generó un gran impacto en la opinión pública. La novela ha recibido críticas generalmente positivas destacando su crudeza narrativa. El estilo del relato y los hechos que se describen en la novela han sido motivo de análisis y han generado artículos en varios portales y periódicos.

## Película
Desde el año 2017 se trabaja en una adaptación cinematográfica de la novela. La película será producida por el productor colombiano Ariel Mayo.